# Panegyrtes striatopunctatus
Panegyrtes striatopunctatus là một loài bọ cánh cứng trong họ Cerambycidae.